# Ängelholms FF
Ängelholms Fotbollsföreningen ist ein schwedischer Fußballverein aus Ängelholm.

## Geschichte
Ängelholms FF entstand 1976 aus der Fusion von Ängelholms IF und Skörpinge GIF.

### Ängelholms IF
Die Geschichte von Ängelholms FF geht bis ins Jahr 1905 zurück. Seinerzeit wurde Ängelholms Idrottsförening gegründet. 1932 erschien die Mannschaft erstmals im überregionalen Fußball, als sie in die drittklassige Division 3 Sydsvenska aufstieg und schaffte bereits zwei Jahre später den Aufstieg in die Division 2 Södra. 1937 wurde dieses erste Gastspiel in Schwedens zweithöchster Spielklasse als Tabellenneunter auf einem Abstiegsplatz beendet. Jedoch gelang zwei Jahre später die Rückkehr, wobei die Mannschaft mit nur einem Saisonsieg direkt wieder abstieg. Damit verabschiedete sich die Mannschaft aus dem höherklassigen Fußball. Erst in den 1950er und 1960er Jahren konnte Ängelholms IF als Fahrstuhlmannschaft zwischen dritter und vierter Liga wieder etwas Aufmerksamkeit auf sich ziehen, etablierte sich jedoch gegen Ende des Jahrzehnts in der Viertklassigkeit, wo der Verein bis zur Fusion spielte.

### Skörpinge GIF
Skörpinge GIF wurde 1950 gegründet und entwickelte sich innerhalb der nächsten zwei Jahrzehnte zur lokalen Konkurrenz von Ängelholms IF. In der Spielzeit 1969 trafen die beiden Mannschaften in der Division 4 Skåne Nordvästra erstmals in einem Pflichtspiel aufeinander und Skörpinge GIF konnte sich in den folgenden Jahren bis zum Zusammenschluss mehrmals als beste Mannschaft Ängelholms vor dem Lokalrivalen platzieren.

### Nach der Fusion

#### Stippvisite in der dritten Liga (1976–1981)
In der Spielzeit 1976, der ersten Saison nach der Fusion, verpasste die Mannschaft hinter  Gunnarstorps IF als Vizemeister der Division 4 Skåne Nordvästra den Aufstieg in die Drittklassigkeit. Nach einem dritten Platz in der folgenden Spielzeit gelang der Mannschaft 1978 der Aufstieg als Viertligameister. 
Für Ängelholms FF ging es auf Anhieb gegen den Wiederabstieg, der im ersten Jahr dank des besseren Torverhältnisses gegenüber Lunds SK geschafft wurde. Nach einem siebten Platz mit vier Punkten Vorsprung auf die Abstiegsplätze, konnte 1981 als Vorletzter die Klasse nicht mehr gehalten werden. 

#### Im Niemandsland der Ligapyramide (1982–2000)
In den folgenden Spielzeiten konnte die Mannschaft nur Plätze im Mittelfeld erspielen, erst 1986 wurde der erste Platz herausgespielt. Da jedoch eine Ligareform in Schweden stattfand, kam man zwar in die Division 3, blieb jedoch viertklassig. Hier verpasste man jedoch den Klassenerhalt und stieg in die Fünftklassigkeit ab. 
In den 1990er Jahren pendelte Ängelholms FF zwischen viertem und fünftem Spielniveau. Am Ende des Jahrzehnts etablierte sich die Mannschaft in der Spitzengruppe der vierten Liga und schaffte 2000 als Meister der Division 3 Södra Götaland die Rückkehr in die Drittklassigkeit.

#### Zwischen zweiter und dritter Liga (2001– )
In der dritten Liga wusste Ängelholms FF zu überraschen und schaffte mit zwölf Siegen und vier Unentschieden in 22 Saisonspielen den Staffelsieg. In den Aufstiegsspielen zur Superettan traf die Mannschaft auf Ljungskile SK und schaffte nach einem 1:1-Unentschieden durch einen 2:0-Heimsieg den Durchmarsch in die zweite Liga. Der Neuling fand sich direkt im Abstiegskampf wieder und verpasste trotz Trainerwechsels – Mats Jingblad übernahm den Posten von Aufstiegstrainer Lars Jacobsson – mit einem Punkt Rückstand auf IF Sylvia aus Norrköping den Klassenerhalt.
Als Absteiger etablierte sich Ängelholms FF in der Spitzengruppe der Division 2 Södra Götaland. Zweimal verpasste die Mannschaft als Vizemeister die Rückkehr in die Zweitklassigkeit. Im dritten Jahr gelang nur der fünfte Platz und der Klub musste daher wegen der anstehenden Ligareform um den Platz in der neuen dritten Liga zittern. In der Relegationsrunde traf die Mannschaft auf Myresjö IF und Torslanda IK. Nachdem Ängelholms FF und Myresjö IF jeweils gegen Torslanda IK gewonnen hatten, standen die beiden Mannschaften als Drittligisten fest und das abschließende Duell der beiden Vereine entfiel. 
In der neuen Division 1 Södra fand sich Ängelholms FF im Niemandsland der Tabelle wieder und belegte bei zehn Siegen und zehn Niederlagen den achten Rang. In der folgenden Spielzeit konnte die Mannschaft die Liga zunächst dominieren und führte die Tabelle lange Zeit ungeschlagen an. Gegen Ende der Spielzeit ließ man jedoch nach, konnte aber dank der hervorragenden Hinrunde hinter dem Göteborger Klub Qviding FIF die Vizemeisterschaft und damit die Rückkehr in die Superettan feiern.

## Spieler
- Daniel Andersson (1992–1994, 2010)